# Крајпуташ Средоју Филиповићу у Срезојевцима
Крајпуташ Средоју Филиповићу у Срезојевцима (Општина Горњи Милановац) налази се на раскрсници пута Галич-Чачак. Породица Филиповић подигла га је 1923. године испред свог имања у спомен Средоју, који је погинуо у борбама вођеним на самом почетку Првог светског рата.

## Опис споменика
Споменик је складно обрађен. Резан је из комада камена, са лепо профилисаним крстом висине 40 cm и ширине 30 cm. Споменик је постављен је на постамент од камена. Висина од дна постамента до подножја крст износи 125 cm, ширина плоче 40 cm, а њена дебљина 13 cm.
Плава боја којом је обојен новијег је датума, као и лимена надстрешница која штити споменик од атмосфералија.

## Натпис
На плавој подлози истичу се слова уреза попуњеног „сребрном” бојом.
На предњој, источној страни споменика стоји:
УСПОМЕНУ
МОМЕ СИНУ
СРЕДОЈУ
ВИЛИПОВИ
ЋУ КОЈИ ЧАС:
НО И ПОШТЕ:
НО ПОЖИВИ
26 ГОД. А ПОГ:
БЕ У РАТУ
СА АУСТРИЈАНЦИ
МА5АВГУСТА 1914
ГОД ОВАЈ СПОМЕН
ПОДИГОШЕ МУ
Текст се наставља на полеђини споменика:
ОЖАЛОШЋЕНИ
ОТАЦ
САВО БРАТ
МИЛОРАД СИ
НОВАЦ ЉУБИ
НКО СНАЈЕ
РАДОЈКА И
ДАРИНКА И
СИНОВИЦА
МИЛОМИРКА